# Međužupanijska nogometna liga Slavonije i Baranje 2016./17.
Međužupanijska nogometna liga Slavonije i Baranje četvrti je stupanj nogometnih natjecanja u Hrvatskoj. Ova liga nastala je 2014. godine. U ligi sudjeluju nogometni klubovi iz Osječko-baranjske, Vukovarsko-srijemske, Požeško-slavonske i Brodsko-posavske županije i broji 16 klubova. Pobjednik stječe pravo nastupa u 3. HNL, dok posljednjeplasirani ispadaju u 1. ŽNL svojih županija.

## Tablica
| Mj. | Klub                            | Sus. | Pobj. | Ner. | Por. | GR.   | Bod. |
| --- | ------------------------------- | ---- | ----- | ---- | ---- | ----- | ---- |
| 1.  | NK Čepin                        | 30   | 22    | 5    | 3    | 67:11 | 71   |
| 2.  | NK Sloga Nova Gradiška          | 30   | 18    | 5    | 7    | 54:36 | 59   |
| 3.  | NK Graničar Županja             | 30   | 17    | 5    | 8    | 57:41 | 56   |
| 4.  | NK Zrinski Jurjevac Punitovački | 30   | 15    | 3    | 12   | 54:31 | 48   |
| 5.  | NK Vuteks-Sloga Vukovar         | 30   | 14    | 3    | 13   | 61:54 | 45   |
| 6.  | HNK Željezničar Slavonski Brod  | 30   | 13    | 5    | 12   | 48:39 | 44   |
| 7.  | NK Bobota Agrar                 | 30   | 14    | 2    | 14   | 54:49 | 44   |
| 8.  | NK Vihor Jelisavac              | 30   | 13    | 5    | 12   | 45:45 | 44   |
| 9.  | NK Slavonac Tenja               | 30   | 13    | 3    | 14   | 50:47 | 42   |
| 10. | NK NAŠK Našice                  | 30   | 12    | 6    | 12   | 42:45 | 42   |
| 11. | NK Hajduk Pakrac                | 30   | 11    | 7    | 12   | 45:42 | 40   |
| 12. | NK Jadran Gunja                 | 30   | 12    | 2    | 16   | 40:72 | 38   |
| 13. | NK Darda                        | 30   | 11    | 4    | 15   | 40:63 | 37   |
| 14. | NK Šokadija Babina Greda        | 30   | 11    | 1    | 18   | 45:47 | 34   |
| 15. | NK Graničar Brodski Varoš       | 30   | 9     | 2    | 19   | 37:62 | 29   |
| 16. | NK Mladost Antin                | 30   | 6     | 0    | 24   | 44:99 | 18   |

## Rezultati
| NK Čepin - NK Mladost Antin 5:0 NK Graničar Brodski Varoš - NK Šokadija Babina Greda 5:3 NK Sloga Nova Gradiška - NK Slavonac Tenja 0:0 NK Vuteks-Sloga Vukovar - NK Hajduk Pakrac 3:3 NK Graničar Županja - NK Darda 3:0 NK Vihor Jelisavac - NK Jadran Gunja 2:0 NK Bobota Agrar - NK NAŠK Našice 2:0 HNK Željezničar Slavonski Brod - NK Zrinski Jurjevac Punitovački 1:0 | NK Mladost Antin - NK Zrinski Jurjevac Punitovački 3:1 NK NAŠK Našice - HNK Željezničar Slavonski Brod 2:0 NK Jadran Gunja - NK Bobota Agrar 1:0 NK Darda - NK Vihor Jelisavac 0:1 NK Hajduk Pakrac - NK Graničar Županja 0:2 NK Slavonac Tenja - NK Vuteks-Sloga Vukovar 7:0 NK Šokadija Babina Greda - NK Sloga Nova Gradiška 4:0 NK Čepin - NK Graničar Brodski Varoš 1:0 | NK Graničar Brodski Varoš - NK Mladost Antin 3:1 NK Sloga Nova Gradiška - NK Čepin 0:2 NK Vuteks-Sloga Vukovar - NK Šokadija Babina Greda 1:0 NK Graničar Županja - NK Slavonac Tenja 2:1 NK Vihor Jelisavac - NK Hajduk Pakrac 5:1 NK Bobota Agrar - NK Darda 3:0 HNK Željezničar Slavonski Brod - NK Jadran Gunja 5:0 NK Zrinski Jurjevac Punitovački - NK NAŠK Našice 4:1 |
| NK Mladost Antin - NK NAŠK Našice 2:0 NK Jadran Gunja - NK Zrinski Jurjevac Punitovački 0:4 NK Darda - HNK Željezničar Slavonski Brod 4:3 NK Hajduk Pakrac - NK Bobota Agrar 2:2 NK Slavonac Tenja - NK Vihor Jelisavac 0:1 NK Šokadija Babina Greda - NK Graničar Županja 1:2 NK Čepin - NK Vuteks-Sloga Vukovar 3:1 NK Graničar Brodski Varoš - NK Sloga Nova Gradiška 0:2 | NK Sloga Nova Gradiška - NK Mladost Antin 2:0 NK Vuteks-Sloga Vukovar - NK Graničar Brodski Varoš 3:1 NK Graničar Županja - NK Čepin 1:1 NK Vihor Jelisavac - NK Šokadija Babina Greda 2:1 NK Bobota Agrar - NK Slavonac Tenja 1:3 HNK Željezničar Slavonski Brod - NK Hajduk Pakrac 4:0 NK Zrinski Jurjevac Punitovački - NK Darda 1:1 NK NAŠK Našice - NK Jadran Gunja 3:1 | NK Mladost Antin - NK Jadran Gunja 1:2 NK Darda - NK NAŠK Našice 3:2 NK Hajduk Pakrac - NK Zrinski Jurjevac Punitovački 1:0 NK Slavonac Tenja - HNK Željezničar Slavonski Brod 3:2 NK Šokadija Babina Greda - NK Bobota Agrar 2:1 NK Čepin - NK Vihor Jelisavac 1:0 NK Graničar Brodski Varoš - NK Graničar Županja 1:4 NK Sloga Nova Gradiška - NK Vuteks-Sloga Vukovar 1:0 |
| NK Vuteks-Sloga Vukovar - NK Mladost Antin 4:2 NK Graničar Županja - NK Sloga Nova Gradiška 4:2 NK Vihor Jelisavac - NK Graničar Brodski Varoš 1:0 NK Bobota Agrar - NK Čepin 1:0 HNK Željezničar Slavonski Brod - NK Šokadija Babina Greda 2:0 NK Zrinski Jurjevac Punitovački - NK Slavonac Tenja 1:2 NK NAŠK Našice - NK Hajduk Pakrac 0:2 NK Jadran Gunja - NK Darda 4:1 | NK Mladost Antin - NK Darda 1:2 NK Hajduk Pakrac - NK Jadran Gunja 3:0 NK Slavonac Tenja - NK NAŠK Našice 3:3 NK Šokadija Babina Greda - NK Zrinski Jurjevac Punitovački 1:0 NK Čepin - HNK Željezničar Slavonski Brod 7:0 NK Graničar Brodski Varoš - NK Bobota Agrar 3:2 NK Sloga Nova Gradiška - NK Vihor Jelisavac 2:1 NK Vuteks-Sloga Vukovar - NK Graničar Županja 1:2 | NK Graničar Županja - NK Mladost Antin 5:1 NK Vihor Jelisavac - NK Vuteks-Sloga Vukovar 5:2 NK Bobota Agrar - NK Sloga Nova Gradiška 3:1 HNK Željezničar Slavonski Brod - NK Graničar Brodski Varoš 0:0 NK Zrinski Jurjevac Punitovački - NK Čepin 0:1 NK NAŠK Našice - NK Šokadija Babina Greda 1:0 NK Jadran Gunja - NK Slavonac Tenja 4:2 NK Darda - NK Hajduk Pakrac 1:2 |
| NK Mladost Antin - NK Hajduk Pakrac 1:4 NK Slavonac Tenja - NK Darda 2:1 NK Šokadija Babina Greda - NK Jadran Gunja 6:1 NK Čepin - NK NAŠK Našice 2:0 NK Graničar Brodski Varoš - NK Zrinski Jurjevac Punitovački 0:1 NK Sloga Nova Gradiška - HNK Željezničar Slavonski Brod 2:0 NK Vuteks-Sloga Vukovar - NK Bobota Agrar 6:2 NK Graničar Županja - NK Vihor Jelisavac 2:2 | NK Vihor Jelisavac - NK Mladost Antin 4:0 NK Bobota Agrar - NK Graničar Županja 1:2 HNK Željezničar Slavonski Brod - NK Vuteks-Sloga Vukovar 3:0 NK Zrinski Jurjevac Punitovački - NK Sloga Nova Gradiška 3:0 NK NAŠK Našice - NK Graničar Brodski Varoš 2:1 NK Jadran Gunja - NK Čepin 1:0 NK Darda - NK Šokadija Babina Greda 5:0 NK Hajduk Pakrac - NK Slavonac Tenja 1:1 | NK Mladost Antin - NK Slavonac Tenja 2:0 NK Šokadija Babina Greda - NK Hajduk Pakrac 1:2 NK Čepin - NK Darda 2:0 NK Graničar Brodski Varoš - NK Jadran Gunja 1:1 NK Sloga Nova Gradiška - NK NAŠK Našice 1:0 NK Vuteks-Sloga Vukovar - NK Zrinski Jurjevac Punitovački 1:0 NK Graničar Županja - HNK Željezničar Slavonski Brod 3:2 NK Vihor Jelisavac - NK Bobota Agrar 2:1 |
| NK Bobota Agrar - NK Mladost Antin 4:2 HNK Željezničar Slavonski Brod - NK Vihor Jelisavac 1:0 NK Zrinski Jurjevac Punitovački - NK Graničar Županja 2:1 NK NAŠK Našice - NK Vuteks-Sloga Vukovar 1:2 NK Jadran Gunja - NK Sloga Nova Gradiška 0:2 NK Darda - NK Graničar Brodski Varoš 1:0 NK Hajduk Pakrac - NK Čepin 1:3 NK Slavonac Tenja - NK Šokadija Babina Greda 2:0 | NK Mladost Antin - NK Šokadija Babina Greda 2:1 NK Čepin - NK Slavonac Tenja 5:0 NK Graničar Brodski Varoš - NK Hajduk Pakrac 1:0 NK Sloga Nova Gradiška - NK Darda 5:1 NK Vuteks-Sloga Vukovar - NK Jadran Gunja 3:1 NK Graničar Županja - NK NAŠK Našice 2:2 NK Vihor Jelisavac - NK Zrinski Jurjevac Punitovački 0:3 NK Bobota Agrar - HNK Željezničar Slavonski Brod 2:1 | HNK Željezničar Slavonski Brod - NK Mladost Antin 4:2 NK Zrinski Jurjevac Punitovački - NK Bobota Agrar 0:0 NK NAŠK Našice - NK Vihor Jelisavac 1:0 NK Jadran Gunja - NK Graničar Županja 1:1 NK Darda - NK Vuteks-Sloga Vukovar 1:4 NK Hajduk Pakrac - NK Sloga Nova Gradiška 4:1 NK Slavonac Tenja - NK Graničar Brodski Varoš 1:0 NK Šokadija Babina Greda - NK Čepin 1:2 |
| NK Mladost Antin - NK Čepin 0:4 NK Šokadija Babina Greda - NK Graničar Brodski Varoš 4:0 NK Slavonac Tenja - NK Sloga Nova Gradiška 0:2 NK Hajduk Pakrac - NK Vuteks-Sloga Vukovar 1:0 NK Darda - NK Graničar Županja 1:0 NK Jadran Gunja - NK Vihor Jelisavac 0:2 NK NAŠK Našice - NK Bobota Agrar 4:1 NK Zrinski Jurjevac Punitovački - HNK Željezničar Slavonski Brod 2:0 | NK Zrinski Jurjevac Punitovački - NK Mladost Antin 6:1 HNK Željezničar Slavonski Brod - NK NAŠK Našice 2:1 NK Bobota Agrar - NK Jadran Gunja 2:1 NK Vihor Jelisavac - NK Darda 2:1 NK Graničar Županja - NK Hajduk Pakrac 1:0 NK Vuteks-Sloga Vukovar - NK Slavonac Tenja 1:0 NK Sloga Nova Gradiška - NK Šokadija Babina Greda 2:1 NK Graničar Brodski Varoš - NK Čepin 1:2 | NK Mladost Antin - NK Graničar Brodski Varoš 3:2 NK Čepin - NK Sloga Nova Gradiška 1:1 NK Šokadija Babina Greda - NK Vuteks-Sloga Vukovar 3:2 NK Slavonac Tenja - NK Graničar Županja 0:1 NK Hajduk Pakrac - NK Vihor Jelisavac 0:0 NK Darda - NK Bobota Agrar 1:0 NK Jadran Gunja - HNK Željezničar Slavonski Brod 1:0 NK NAŠK Našice - NK Zrinski Jurjevac Punitovački 1:0 |
| NK NAŠK Našice - NK Mladost Antin 3:1 NK Zrinski Jurjevac Punitovački - NK Jadran Gunja 3:0 HNK Željezničar Slavonski Brod - NK Darda 1:1 NK Bobota Agrar - NK Hajduk Pakrac 1:0 NK Vihor Jelisavac - NK Slavonac Tenja 1:2 NK Graničar Županja - NK Šokadija Babina Greda 2:0 NK Vuteks-Sloga Vukovar - NK Čepin 1:0 NK Sloga Nova Gradiška - NK Graničar Brodski Varoš 2:1 | NK Mladost Antin - NK Sloga Nova Gradiška 2:4 NK Graničar Brodski Varoš - NK Vuteks-Sloga Vukovar 1:0 NK Čepin - NK Graničar Županja 5:0 NK Šokadija Babina Greda - NK Vihor Jelisavac 3:0 NK Slavonac Tenja - NK Bobota Agrar 3:1 NK Hajduk Pakrac - HNK Željezničar Slavonski Brod 0:0 NK Darda - NK Zrinski Jurjevac Punitovački 3:0 NK Jadran Gunja - NK NAŠK Našice 2:1 | NK Jadran Gunja - NK Mladost Antin 6:4 NK NAŠK Našice - NK Darda 1:1 NK Zrinski Jurjevac Punitovački - NK Hajduk Pakrac 3:2 HNK Željezničar Slavonski Brod - NK Slavonac Tenja 3:0 NK Bobota Agrar - NK Šokadija Babina Greda 2:0 NK Vihor Jelisavac - NK Čepin 0:1 NK Graničar Županja - NK Graničar Brodski Varoš 3:1 NK Vuteks-Sloga Vukovar - NK Sloga Nova Gradiška 3:1 |
| NK Mladost Antin - NK Vuteks-Sloga Vukovar 4:1 NK Sloga Nova Gradiška - NK Graničar Županja 1:0 NK Graničar Brodski Varoš - NK Vihor Jelisavac 3:2 NK Čepin - NK Bobota Agrar 1:0 NK Šokadija Babina Greda - HNK Željezničar Slavonski Brod 1:0 NK Slavonac Tenja - NK Zrinski Jurjevac Punitovački 2:1 NK Hajduk Pakrac - NK NAŠK Našice 5:1 NK Darda - NK Jadran Gunja 4:1 | NK Darda - NK Mladost Antin 3:1 NK Jadran Gunja - NK Hajduk Pakrac 1:0 NK NAŠK Našice - NK Slavonac Tenja 1:0 NK Zrinski Jurjevac Punitovački - NK Šokadija Babina Greda 1:0 HNK Željezničar Slavonski Brod - NK Čepin 0:0 NK Bobota Agrar - NK Graničar Brodski Varoš 5:0 NK Vihor Jelisavac - NK Sloga Nova Gradiška 2:2 NK Graničar Županja - NK Vuteks-Sloga Vukovar 2:1 | NK Mladost Antin - NK Graničar Županja 1:4 NK Vuteks-Sloga Vukovar - NK Vihor Jelisavac 7:1 NK Sloga Nova Gradiška - NK Bobota Agrar 2:0 NK Graničar Brodski Varoš - HNK Željezničar Slavonski Brod 0:1 NK Čepin - NK Zrinski Jurjevac Punitovački 2:0 NK Šokadija Babina Greda - NK NAŠK Našice 0:1 NK Slavonac Tenja - NK Jadran Gunja 4:0 NK Hajduk Pakrac - NK Darda 6:0 |
| NK Hajduk Pakrac - NK Mladost Antin 3:1 NK Darda - NK Slavonac Tenja 2:1 NK Jadran Gunja - NK Šokadija Babina Greda 2:0 NK NAŠK Našice - NK Čepin 0:0 NK Zrinski Jurjevac Punitovački - NK Graničar Brodski Varoš 6:0 HNK Željezničar Slavonski Brod - NK Sloga Nova Gradiška 0:2 NK Bobota Agrar - NK Vuteks-Sloga Vukovar 2:1 NK Vihor Jelisavac - NK Graničar Županja 0:0 | NK Mladost Antin - NK Vihor Jelisavac 2:3 NK Graničar Županja - NK Bobota Agrar 1:2 NK Vuteks-Sloga Vukovar - HNK Željezničar Slavonski Brod 4:2 NK Sloga Nova Gradiška - NK Zrinski Jurjevac Punitovački 2:1 NK Graničar Brodski Varoš - NK NAŠK Našice 2:3 NK Čepin - NK Jadran Gunja 5:0 NK Šokadija Babina Greda - NK Darda 4:0 NK Slavonac Tenja - NK Hajduk Pakrac 2:1 | NK Slavonac Tenja - NK Mladost Antin 3:1 NK Hajduk Pakrac - NK Šokadija Babina Greda 0:0 NK Darda - NK Čepin 0:0 NK Jadran Gunja - NK Graničar Brodski Varoš 4:3 NK NAŠK Našice - NK Sloga Nova Gradiška 1:1 NK Zrinski Jurjevac Punitovački - NK Vuteks-Sloga Vukovar 0:0 HNK Željezničar Slavonski Brod - NK Graničar Županja 3:1 NK Bobota Agrar - NK Vihor Jelisavac 3:2 |
| NK Mladost Antin - NK Bobota Agrar 2:7 NK Vihor Jelisavac - HNK Željezničar Slavonski Brod 1:1 NK Graničar Županja - NK Zrinski Jurjevac Punitovački 1:3 NK Vuteks-Sloga Vukovar - NK NAŠK Našice 1:1 NK Sloga Nova Gradiška - NK Jadran Gunja 4:0 NK Graničar Brodski Varoš - NK Darda 2:1 NK Čepin - NK Hajduk Pakrac 5:0 NK Šokadija Babina Greda - NK Slavonac Tenja 3:2 | NK Šokadija Babina Greda - NK Mladost Antin 4:1 NK Slavonac Tenja - NK Čepin 1:2 NK Hajduk Pakrac - NK Graničar Brodski Varoš 0:1 NK Darda - NK Sloga Nova Gradiška 1:6 NK Jadran Gunja - NK Vuteks-Sloga Vukovar 4:3 NK NAŠK Našice - NK Graničar Županja 4:2 NK Zrinski Jurjevac Punitovački - NK Vihor Jelisavac 4:1 HNK Željezničar Slavonski Brod - NK Bobota Agrar 2:0 | NK Mladost Antin - HNK Željezničar Slavonski Brod 0:5 NK Bobota Agrar - NK Zrinski Jurjevac Punitovački 3:4 NK Vihor Jelisavac - NK NAŠK Našice 2:1 NK Graničar Županja - NK Jadran Gunja 3:1 NK Vuteks-Sloga Vukovar - NK Darda 5:0 NK Sloga Nova Gradiška - NK Hajduk Pakrac 1:1 NK Graničar Brodski Varoš - NK Slavonac Tenja 4:3 NK Čepin - NK Šokadija Babina Greda 4:1 |

## Poveznice
- 1. ŽNL Brodsko-posavska 2016./17.
- 1. ŽNL Požeško-slavonska 2016./17.
- 1. ŽNL Vukovarsko-srijemska 2016./17.